# Charlotte Bonin
Charlotte Bonin (Aosta, 10 de fevereiro de 1987) é uma triatleta profissional italiana. 

## Carreira

### Rio 2016
Charlotte Bonin disputou os Jogos do Rio 2016, terminando em 17º lugar com o tempo de 2:00:48. 